# Bomenstichting
De Bomenstichting is een Nederlandse belangenorganisatie die zich inzet voor het behoud van bomen in de stad en op het platteland.
De Bomenstichting werkt aan het behoud van bomen, door het geven van voorlichting en advies, door misstanden aan te kaarten en door druk uit te oefenen op verantwoordelijke partijen.  Het beleid van de Bomenstichting is gericht op 4 speerpunten:
1. Monumentale bomen beschermen
2. Duurzaam boombeheer stimuleren
3. Juridische bescherming van bomen verbeteren
4. Verwondering over bomen oproepen

De Bomenstichting is opgericht in 1970, het is een landelijke stichting, gehuisvest in Amsterdam. Er is een netwerk van contactpersonen, dat verspreid over het hele land op lokaal niveau voor bomen opkomt.
Op 16 juni 2011 verscheen het persbericht dat de werkorganisatie van de landelijke Bomenstichting door een slechte financiële positie uiterlijk per 31 december 2011 zou worden ontmanteld. De landelijke Bomenstichting kan sinds 2012 voortbestaan door de inzet van vrijwilligers. 
De bomenstichting heeft het Landelijk Register van Monumentale Bomen ingesteld waaraan per 5 juni 2015 een website gewijd werd. 
Internationaal bekend werd de Bomenstichting door haar inzet voor de redding van de Anne Frankboom, waar Anne Frank vanuit haar onderduikadres in Amsterdam door het zolderraam op uit kon kijken.
Sinds 2014 worden voor Den Haag en de Achterhoek de lokale bomenbelangen ook nog speciaal behartigd door afzonderlijke, lokale stichtingen: de Bomenstichting Den Haag respectievelijk de Bomenstichting Achterhoek.

## Bomennieuws
Sinds 1976 geeft de Bomenstichting het tijdschrift Bomennieuws uit. Aanvankelijk was het een eenvoudige nieuwsbrief, maar al in 1987 was het een echt tijdschrift van 32 pagina's. Sinds 1995 verschijnt het in kleur. Anno 2024 is Hanna Hirsch de hoofdredacteur.